# 攻城武器

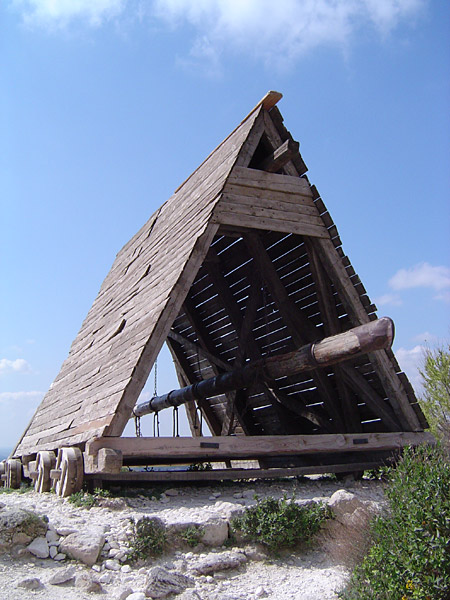
古代攻城錘複製品，法國Château des Baux

攻城武器，又稱圍城武器，是指設計用來破壞城牆或是防禦工事的一種裝置，大至上可分為近距離直接破壞型，與遠距離拋擲型。在古代，攻城武器主要是以木頭打造，佐以基礎的槓桿原理將石頭等重物拋出攻擊城牆，例如投石機。而隨著時代的發展，火藥與冶金技術不停的改進，攻城武器也演進為以火炮為主。而在英語中，以部隊操作攻城武器，再配合完整的補給線進行攻城戰被稱為siege-train。

## 古代攻城武器
最早出現的攻城武器為衝車，由亞述文明研發，之後古希臘人發明了投石機。斯巴達人則在公元前587的普拉提亞攻城戰中使用了衝車進行攻城。儘管伯羅奔尼撒聯盟的軍隊已開始使用火焰噴射器，但其餘希臘城邦則僅使用攻城梯。
首個使用攻城器械的地中海國家為迦太基，迦太基人在布匿戰爭裡的西西里島陸戰中投入了攻城塔及衝車等武器。這些攻城器械啟發了古希臘城邦敘拉古的統治者大狄奧尼西奧斯，並於公元前399年發明了投石機。

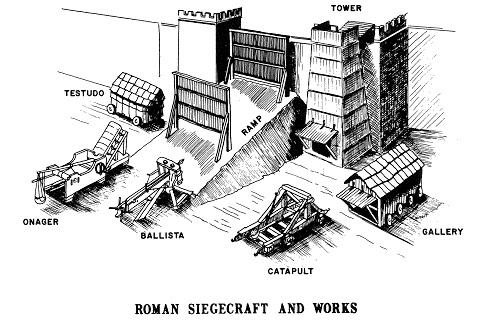
古羅馬攻城器械

而最早大量使用攻城器械的兩位軍事領袖為腓力二世和亞歷山大大帝。而大量使用攻城器械促使了大型攻城器械的演進，例如安提柯王朝德米特里一世於公元前304年發明的破城者：高40米、寬20米、重達160噸。表面以鐵皮包覆，內分成九個樓層，底座安置8個巨輪，每個輪子高3.6米。但最常被使用的攻城武器仍是最簡單的衝車，藉由在衝車頂部加裝屋頂等防護裝置，讓攻擊者能安全得抵達城牆下方或城門口進行攻擊。而在海上攻城戰中，則使用了名為sambykē或 sambuca，類似蹺蹺板的攻城器械，它藉由巨大的鉸鏈帶動攻城梯，跨越城牆將水兵們送進城內進行攻擊。它通常安裝在兩艘以上的軍艦艦首，有時會加裝盾牌以防禦防守方的箭擊。 其他鉸鏈式攻城器械則用於抓住敵方設施或是士兵，後來則發展為羅馬海軍的烏鴉吊橋。其餘攻城武器則設計為投擲重物到敵軍身上。

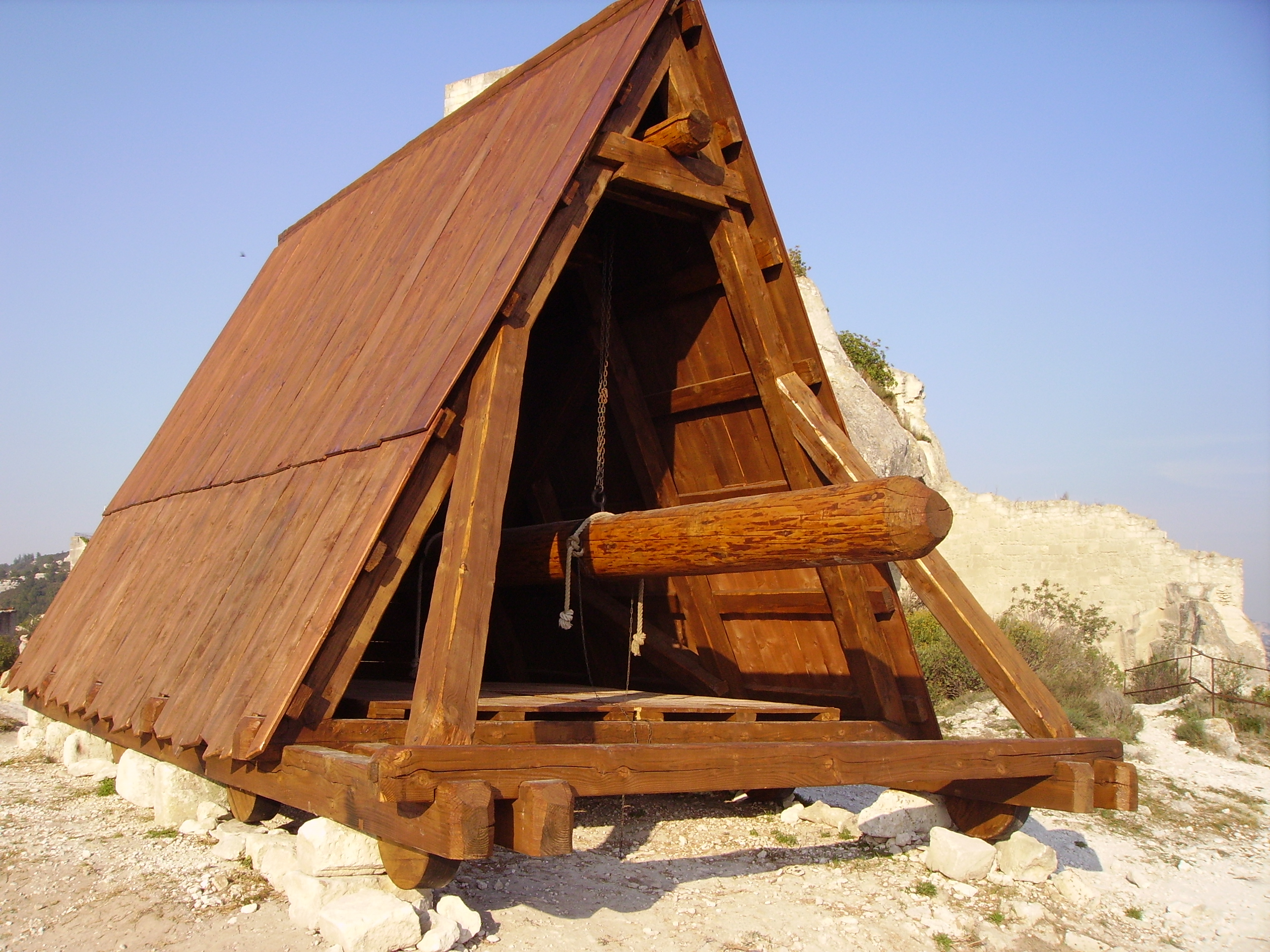
加裝了屋頂的衝車

羅馬帝國軍隊於攻城時，傾向於建造坡道越過城牆，例如在公元前306年的薩莫奈攻城戰。羅馬士兵們會躲在名為vineae的掩體下進行建築坡道，掩體為長條走道型式，前方以柳條盾防護，另有一種叫做musculus ("muscle")的攻城器械。除了前兩種攻城器械外，衝車也被廣泛的使用，而直到公元前200年，羅馬軍團才開始使用攻城塔。
在歐洲戰爭史中，最早被記載使用的投射攻城武器為腹弩("belly-bow")，較大型版本的腹弩可投擲石塊等重物。之後使用扭力系統的投射機及野驢砲也被開發出來。

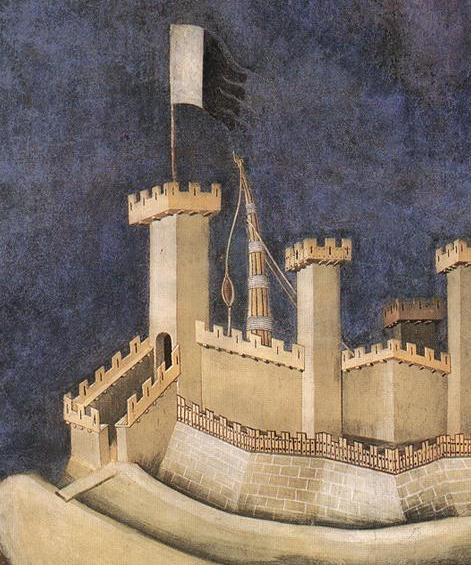
一個被裝在城牆上做為防禦武器的投石機。璧畫圍攻蒙特馬西，作者西蒙尼·馬蒂尼 (14世紀)

### 中國古代攻城器械
在中國古代歷史中，最早被記載下來的攻城器械為戰國時期公輸般發明的雲梯，及墨家創始人墨子發明的連弩車、轉射機。大部份的記載來自於《墨子》一書。原記載於竹簡上，原有71篇，現存53篇。其中記載墨家機關術的十四、十五卷已大量遺失。僅能從殘存章節內容中得知連弩車、轉射機、備軒車等發明。

## 中世紀攻城武器

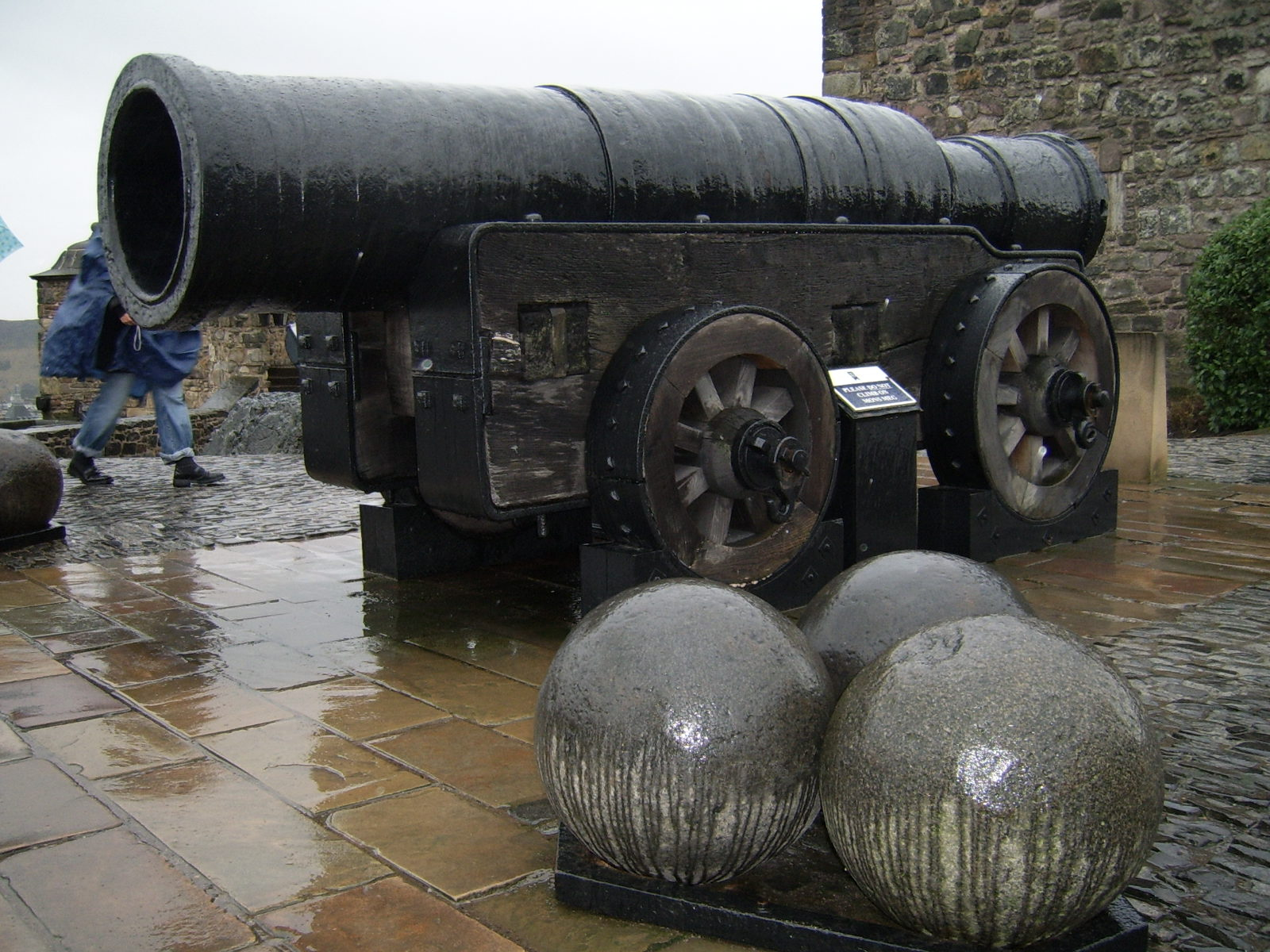
巨大的攻城火炮，以及其使用的20吋(50公分)砲彈

中世紀時，有大量的攻城武器被設計出來，例如投石機、弩砲、回回砲（配重投石機）。回回砲據傳十二世紀時由Mardi bin Ali al-Tarsusi發明，詳細仍待考證。這些攻城機器使用巨大的機械能將大型物品拋擲在城牆上以擊毀城牆。另外還有攻城槌及攻城塔，攻城塔為一種木造的塔，配有車輪。士兵可躲在裡面慢慢推進靠近城牆，躲避守方的箭擊，並藉由攻城塔爬上城牆攻入城內。另一種攻城武器是炸藥包，藉由直接安裝在城牆或大門上引爆來炸毀城牆。
攻城戰為一種中世紀的典型軍事衝突，攻城方包圍守方城堡。通常攻城方有幾種選擇：直接攻擊城堡，或是包圍城堡切斷食物補給，迫使守軍挨餓投降，亦或是使用大型攻城機械擊毀城牆。
其他的戰術包括了使用早期熱兵器燒城牆。中世紀城牆經過火燒後結構會開始崩解，使得攻城方可以擊毀城牆。另一種方式是挖掘隧道，藉由在城牆下方挖掘隧道以破壞城牆。第三種方式是使用投石器將染病的動物或人類屍體投射入牆內，藉此散佈疾病，以迫使守軍投降。這算是一種原始的生物武器。中世紀中期，大約西元1044年左右，已經有應用火藥的熱兵器攻城武器出現，是使用投石機拋出的爆裂物或縱火物。

## 現代攻城武器

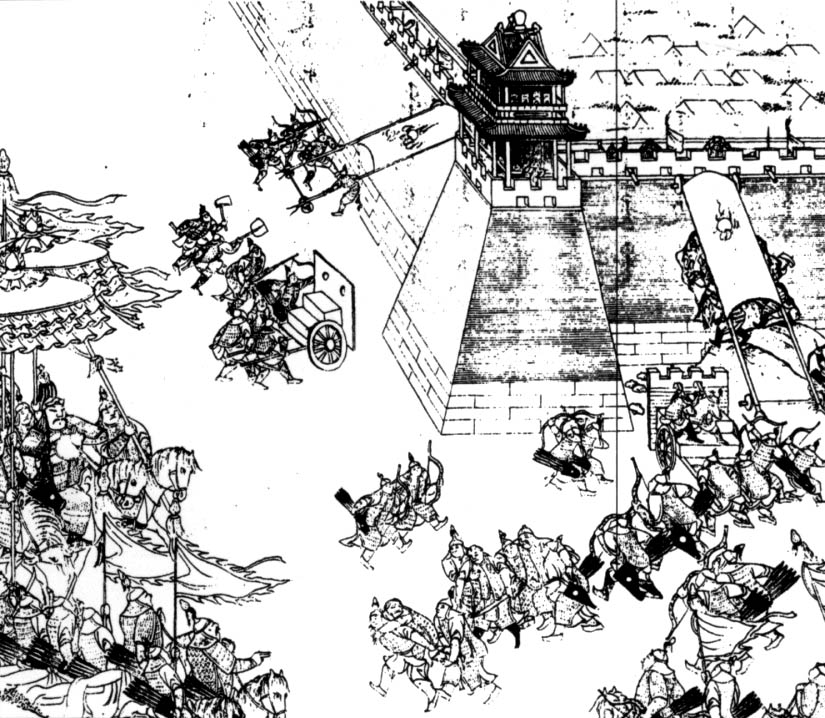
1626年寧遠之戰，後金(女真族)使用傳統的攻城武器進攻，但是被明朝軍隊使用當時先進的葡萄牙製紅夷大炮重創慘敗。

隨著火藥的問世，各種火器慢慢的被發明，其中火炮的演進，更是對傳統的防禦工事造成極大的威脅，尤其是迫擊炮與加農炮，它們可以輕易的破壞城牆。也因此防禦工事也慢慢的變成矮而厚的設計，這點可以從著名的軍事工程師沃邦元帥設計的要塞中看出來。
而專門用於攻城的火炮也慢慢的與野戰炮分開獨立發展，並在一次大戰與二次大戰中被發揮到極至。在第一次世界大戰中，德軍發明了大貝莎(Big Bertha)榴彈炮，用來突破現代化的要塞工事。而攻城炮的終極發展成果，則是二戰中德軍的古斯塔夫超重型鐵道炮，該火砲口徑高達800毫米，重達1344噸，屬於使用鐵路運送的列車炮，可將重達7噸的砲彈投射到37公里以外的目標，可穿過地面攻擊90呎深的地下軍火庫。她一開始是設計用來破壞法國的馬奇諾防線，但在她尚未完工時，德軍就已經成功的在紅色行動中，以高速的機械化部隊繞到馬奇諾防線後方並瓦解了該防線。而後古斯塔夫炮參與了攻擊蘇聯的行動，但是由於她必須花250人以三個工作天的時間組裝起來，使得她無法搭配德軍的閃擊戰。此外這些列車炮還有著致命的缺點，由於必須仰賴鐵路運輸，使得它們十分容易成為空襲的目標，因此在喪失空優的狀況下，列車炮根本無法使用。

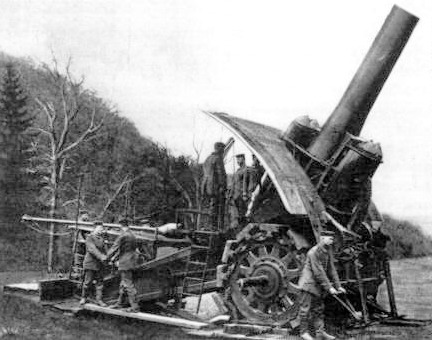
第一次世界大戰期間德軍所用的大貝莎(Big Bertha)榴彈炮

攻城武器目前已經被視為一種過時的武器，因為空中轟炸及巡弋飛彈的出現，使得防線及要塞變成一種無用的設計，而高軍事價值的靜態設施只剩下指揮中心、通信所。然而現代的指揮中心及通信樞紐多半演化成分散式，並且具備移動能力，例如空中預警機及裝甲指揮車、裝甲通信車，這也使得攻城武器喪失了發揮的舞台。

### 引用
1. ↑  Siege train" （页面存档备份，存于） on Answers.com
2. ↑  "The Catapult: A History", Tracy Rihall, 2007
3. ↑  (Ibid., p. 245)